# Henok Teklab
Henok Teklab, né le 26 mars 1999 à Francfort-sur-le-Main en Allemagne, est un footballeur allemand d'origine érythréenne qui joue au poste d'ailier pour l'Union Saint-Gilloise.

## Biographie
En 2015, Henok Teklab quitte le centre de formation de Rot-Weiss Francfort pour celui du FC Germania 06 Schwanheim 

### Carrière professionnelle

#### Six clubs en4eet5edivisions allemandes
Le 24 février 2017, il fait ses débuts officiels avec l'équipe première de Germania 06 Schwanheim, qui évoluait alors en Hessenliga, soit la 5e division du football allemand. La même année, il retourne au Rot-Weiss Francfort, qui évoluait égalemnt en Hessenliga. Au cours de la saison 2018-19, il joue avec le SC Hessen Dreieich dans la Regionalliga Sud-Ouest, la 4e division du football allemand puis le VfB Ginsheim le fait revenir en Hessenliga. Le 6 juin 2020, le FC Bayern Alzenau lui donne une nouvelle chance en Regionalliga Sud-Ouest où il joue pendant une saison.
De 2021 à 2023, il joue au SC Preußen Münster, également en quatrième division allemande, mais en Regionalliga Ouest. Lors de sa première saison, il perd la finale de la Westfalenpokal avec son club. Lors de la finale contre le SV Rödinghausen, Teklab inscrit le premier but sur penalty, mais rate sa tentative lors des tirs au but. Le 22 avril 2023, il monte avec son club en 3. Liga, le championnat d'Allemagne de troisième division.

#### Union Saint-Gilloise
En juin 2023, bénéficiant d'un transfert libre, il signe un contrat de quatre ans avec le club de première division belge de l'Union Saint-Gilloise, qui avait déjà recruté auparavant des joueurs dans les divisions inférieures allemandes comme Deniz Undav du SV Meppen et Gustaf Nilsson du SV Wehen Wiesbaden Le 19 août 2023, il fait ses débuts au plus haut niveau : lors de la défaite 4-0 contre le KV Mechelen, l'entraîneur Alexander Blessin le fait entrer en jeu à la place de Casper Terho à la 77e minute. Le 31 août 2023, Henok Teklab fait ses débuts européens lors du match de qualification pour la Ligue Europa Conférence 2023-2024 contre le FC Lugano, au cours duquel il entre en jeu à la 77e minute. Le 28 février 2024, il est titulaire et dispute l'entièreté de la demi-finale retour de la coupe de Belgique contre le Club Bruges gagnée 2-0 mais est sur le banc lors de la finale victorieuse.
Le 20 juillet 2024, il est titulaire lors de la Supercoupe de Belgique que l'Union SG gagne 2-1 contre le Club Bruges. Victime d'une fracture de la tête du péroné en août 2024, il reprend la compétition le 9 mars 2025 contre le Standard de Liège. Il est ainsi assez peu utilisé (9 matches joués pour la saison 2024-2025) par son entraineur Sébastien Pocognoli. Il est sacré champion de Belgique le 23 mai 2025.

## Palmarès

### En club
Union Saint-Gilloise
- Championnat de Belgique (1) :
  - Champion : 2025.
  - Vice-champion : 2024.
- Coupe de Belgique (1) :
  - Vainqueur : 2024.
- Supercoupe de Belgique (1) :
  - Vainqueur : 2024.